# Антоним
Антонимите са думи с противоположно значение. Антоними могат да бъдат такива думи, чиито значения са с противоположни качествени нюанси, но в основата им винаги има общ признак. Противопоставени могат да бъдат само думи, принадлежащи към една граматическа или стилистическа категория. Следователно, антоними не могат да бъдат думи, отнасящи се за различни части на речта или лексикални нива.
Примери за антоними: висок-нисък, весел-тъжен, говоря-мълча, тъмен-светъл и т.н.

## Същност на лексикалната антонима
Чрез антонимите се проявява една от грешните закономерности на лексикалната система – нейната обусловеност от характера на нещата и от признаците на понятията, най-съществените различия между които се отразяват в езика като противоположности: „ден-нощ“, „живот-смърт“, „висок-нисък“, „светъл-тъмен“, „богат-беден“ и т.н. Антонимията е езикова универсалия. Тя е свързана с човешкото съзнание, което, опознавайки света, свързва, сравнява и противопоставя елементите в него, всеки от който е проява и разновидност на различията.
Логическата основа на антонимията образува два вида противоположности: контрарна и комплементарна. Контрарната противоположност се изразява от видови понятия, между които има трети помеждутъчен член: млад-възрастен-стар. Комплементарната противоположност се образува от пределни по своя характер видови понятия, които се допълват едно с друго без среден промеждутъчен член: лъжа-истина, жив-мъртъв, краен-безкраен и т.н. За разлика от контрарните противоположности, при които второто понятие е противоречиво и негативно, но неопределено, комплементарните имат положително съдържание. Те определят предели в проявата на качеството, свойството, действието. Комплементарните видови понятия са логическата основа на същинската лексикална антонимия.
Освен двата вида противоположности, когато се имат предвид противоречията между десигнатите, се различава още и контрадикция. Контрадикция има при млад-немлад, стар-нестар. Контрадиктите не назовават противоположни понятия, а само понятия, които си противоречат: немлад не означава стар, а нестар не означава млад. За да се получи истинска противоположност, вторият член от опозицията трябва да е обозначен по-определено. Когато обаче противоположният полюс в противопоставянето отсъства, противоположният член на контрадикцията се превръща в антоним: културен-некултурен, морален-неморален, користен-безкористен.
Логическият модел на противоположностите става в езика модел на антонимията чрез думите антоними. Най-разпространената дефиниция ги определя като думи с противоположно значение. Необходимо е към нея да се добави и още това, че антонимите назовават контрастни понятия, които смислово и логически в някакво отношение са съотносими, т.е. антонимите имат еднакви граматични значения, принадлежат към една и съща лексикална парадигма, взаимно се отричат, но в същото време взаимно се свързват и предполагат един друг, тъй като единият антоним се създава и разбира чрез другия. Например антонимите бял-черен са проява на едно и също нещо. Те едновременно означават предел в проявата на качеството и предизвикват асоциация за противоположна неразривна връзка на две видови понятия в рамките на родовото понятие „който е без хроматични тонове“. Използването на единия антоним, например преден, предизвиква представата чрез семантичен анализ и за другия член на антонимната двойка – заден. При антонимите един и същ техен общ съществен семантичен и логически признак е основа за съпоставянето. Той е техен семантичен коефициент. Антонимите се съпоставят парадигматично по един диференциален признак на противоположните семи в техните значения. Той се съдържа в двата члена на противопоставянето, но на лексикално равнище е изразен с две различни думи, с определено отрицание на единия от антонимите: тежък – „който има голямо тегло“ – лек „който има малко тегло“, зима „най-хладното време в годината“ – лято – „най-топлото време в годината“. В антонимната двойка много-малко, общата сема е количеството, а в болен-здрав – състоянието на организма. От тези определения произтичат най-важните лексикално-семантични признаци на антонимите – да изразяват пределно отрицание на противоположни значения чрез контрастни асоциативни и семантични връзки. Тази връзка обаче трябва да е общоприета и редовна. Следователно антоними има само тогава, когато се свързват две и повече семантично съотносими думи, противоположни по значение.
Антонимията преди всичко е лексикално явление. Изреченията с противоположен смисъл и отрицателните граматични форми възникват чрез антонимията на думи и морфеми и предполагат също лексико-семантични противопоставяния. Антонимните отношения се отнасят към лексикалното значение и се определят от него. Обикновено те възникват при думи, които означават качества и свойства, които не са абсолютни, а относителни. Антонимът красив съществува не като абсолютен, а като относителен признак в сравнение с некрасив. Антонимията е обективно и универсално явление, но възприемането на действителността чрез антонимите има индивидуален характер. То е относително и субективно, защото представя същността и признаците от определено гледище на говорещия, в определено време и място. Това определя комуникативните функции на антонимите и богатите им конотативни възможности в художествените текстове.
В структурно отношение антонимите образуват затворени парадигми – антонимни редове или антонимни двойки: приятел-враг, начало-край, често-рядко, движение-покой и т.н. В редки случаи при т.нар. антонимни сраствания, когато единият член от двойката отсъства, е възможно тя да остане незапълнена: не-вярно,не-хайство, не-обходим. Не всяка дума обаче има антоним. Трудно е да си представим антоними на съществителните с конкретно неоценъчно значение като дом, стол, книга, топка, стена, ябълка, улица, стадион и на прилагателните жълт, син, копринен и т.н. Нямат антоними имената на хора и географски названия – Иван, Рила, Арда; числителните имена и по-голямата част от местоименията, тъй като те не назовават противоположни понятия – в техните значения няма оценъчни качествени признаци или пряка непосредствена съотнесеност с понятие за предмет. С малки изключения, нямат антоними и качествените прилагателни за назоваване на цветове и техни оттенъци – зелен, червен, но бял-черен, тъмен-светъл.образуват антонимни двойки и думи, които са противопоставени, но не означават признаци или противоположна насоченост както при гласна-съгласна, лек-товарен, ставам-лягам. Двойки думи като деца-родители, рождение-смърт, любов-ненавист, които не изразяват полярни понятия, но които са свързани семантично или по сходство, могат да послужат в подходящ текст за образуване на антоними, макар че не дават възможност за образуване на ярки контрасти.
Антонимите, подобно на синонимите и омонимите, могат да бъдат думи от различни части на речта. Най-разпространена е антонимията сред прилагателните имена, които логически и семантично назовават качествени признаци.
Антонимите имат преки връзки и отношения с полисемията и синонимията. Поради многозначността си, думите образуват антонимни редове с няколко различни думи по отделни основи, допълнителни, частни и конкретни, вторични и преносни значения. В качеството на елементарна единица, в противопоставянето се приема лексикално-семантичният вариант на думата. С него тя влиза в антонимни редове, а не с целия си семантичен обем.
Употребата и съчетаемостта на антонимите се определя от сематниката им: стар-млад(за човек), стар-нов(за път), висок-нисък(за човек),висок-приземен(за етаж), гъст-рядък(коса), гъст-течен(сапун). Възможно е прякото значение на многозначната дума да няма антоним друга дума. Чрез антонимията се разкриват системните отношения в лексиката, взаимната обусловеност и зависимост между лексикалните единици, разграничават се значенията на една и съща многозначна дума.
Терминът антоним е съотносим с термина синоним. И в двата случая се касае за семантични групи, в които се обединяват различни по звуков състав думи: при синонимите – с близко значение, а при антонимите – с противоположно, по най-общия и най-съществения за тяхното значение семантичен признак. И в двата случая са налице общи семи, които при антонимите не са само различни, но и противоположни. Когато една дума има синоними, те могат да бъдат също антоними на думата, с която се противопоставя доминантният синоним: страхлив-смел(храбър, безстрашен), разум (ум, разсъдък)-безумие(безразсъдство). Една и съща лексикална единица може да се употреби с други, едновременно в антонимни и синонимни отношения. Това явление се определя като антонимия на синонимните редове или като синонимия на антонимните противопоставяния.
Антонимията е един от източниците на конверсия.

## Видове антоними

### В зависимост от това, как са изразени логическите и семантичните им връзки, антонимите се поделят на няколко вида.

#### Контрарни или градуални (стъпаловидни) антоними
Те са основният клас антоними, свързани с противопоставянето на крайни полярни признаци, обединени под едно родово понятие. При тях двете лексикални значения не се изключват взаимно, защото между тях има средно положение: млад-възрастен-стар. Контрарните антоними изразяват качествената противоположност. Те се характеризират с положително значение, допускат градуални опозиции и междинни степени чрез постепенна промяна на качеството или признака: талантлив-(надарен)-посредствен, студен-(хладен, топъл)-горещ. Градуалните антоними са най-често прилагателни имена, наречия за качество, отвлечени съществителни за емоции, състояния, качества и оценки: богат-беден, млад-стар, близо-далеч, любов-омраза.

#### Комплементарни антоними
Това са антоними които изразяват взаимодопълващи се противоположности. При тях няма среден промеждутъчен член – скалата на противопоставянето е представена от два противоположни члена, които се допълват един друг до цялото, така че отрицанието на единия определя значението на другия: истина-лъжа, влажен-сух, жив-мъртъв, мъж-жена и т.н. Към комплементарните се отнасят и антонимите, образувани с представките не-, без-, а-, анти-: логичен-нелогичен, морален-аморален, користен-безкористен, фашист-антифашист.

#### Векторни антоними
Означават противоположна насоченост на действие, признак, свойство. Те противопоставят понятия за посока, движение и признаци с обратна насоченост: влизам-излизам, паля-гася, пълнея-слабея, разрешавам-забранявам и т.н.
По своята структура, антонимите се делят на разнокоренни и еднокоренни. По-голямата част от антонимите са образувани от различни корени. В разнокоренните антоними противоположните значения принадлежат на два нееднакви корена и се определят от смисловата структура на различни думи, в словообразуващия строеж на които няма белег за противопоставяне: бистър-мътен, остър-тъп, малко-много, бавно-бързо, шия-поря. Противоположното значение, което обединява антонимите, не зависи от контекста. То е заложено в значението на думата.
В еднокоренните антоними противоположните значения зависят от представките, които изразяват антонимни отношения, когато се присъединяват към една и съща основа. В зависимост от това дали показателят е една или две представки, в единия или в двата члена на антонимната двойка, се различават адноафиксални, при които само единият член съдържа представка (щастие-нещастие, възможно-невъзможно, интересно-безинтересно) и двуафиксални, в които и двата члена са морфемно маркирани и опозицията е резултат от противопоставянето по смисъл на представките (влизам-излизам, обединявам-разединявам, обувам-събувам). Противоположно значение изразяват представките от-, за-, о-, съ-, в-, из-, до-, от-, над-, под-, об-, раз-, за-. С помощта на представки могат да се подсилват антонимните отношения и в разнокоренни антоними: разболявам-оздравявам. Този тип антоними се определят като граматични или по-точно лексикално-граматични антоними.

## Употреба на антонимите
Антонимите се употребяват във всички видове езикови съобщения. Основната им функция е да изразяват противоположност, която не зависи от контекста. Тази им функция може да бъде използвана за различни цели: като информация за посочване на предел в проява на качества, действия, отношения, за усилване образа и впечатлението. В речта антонимите се употребяват по два начина – като се противопоставят или като се съчетават, в научни съчинения – за създаване на терминологични противопоставяния, в художествени текстове са важни изразителни средства в различни стилистични средства.